# Ernest Chausson

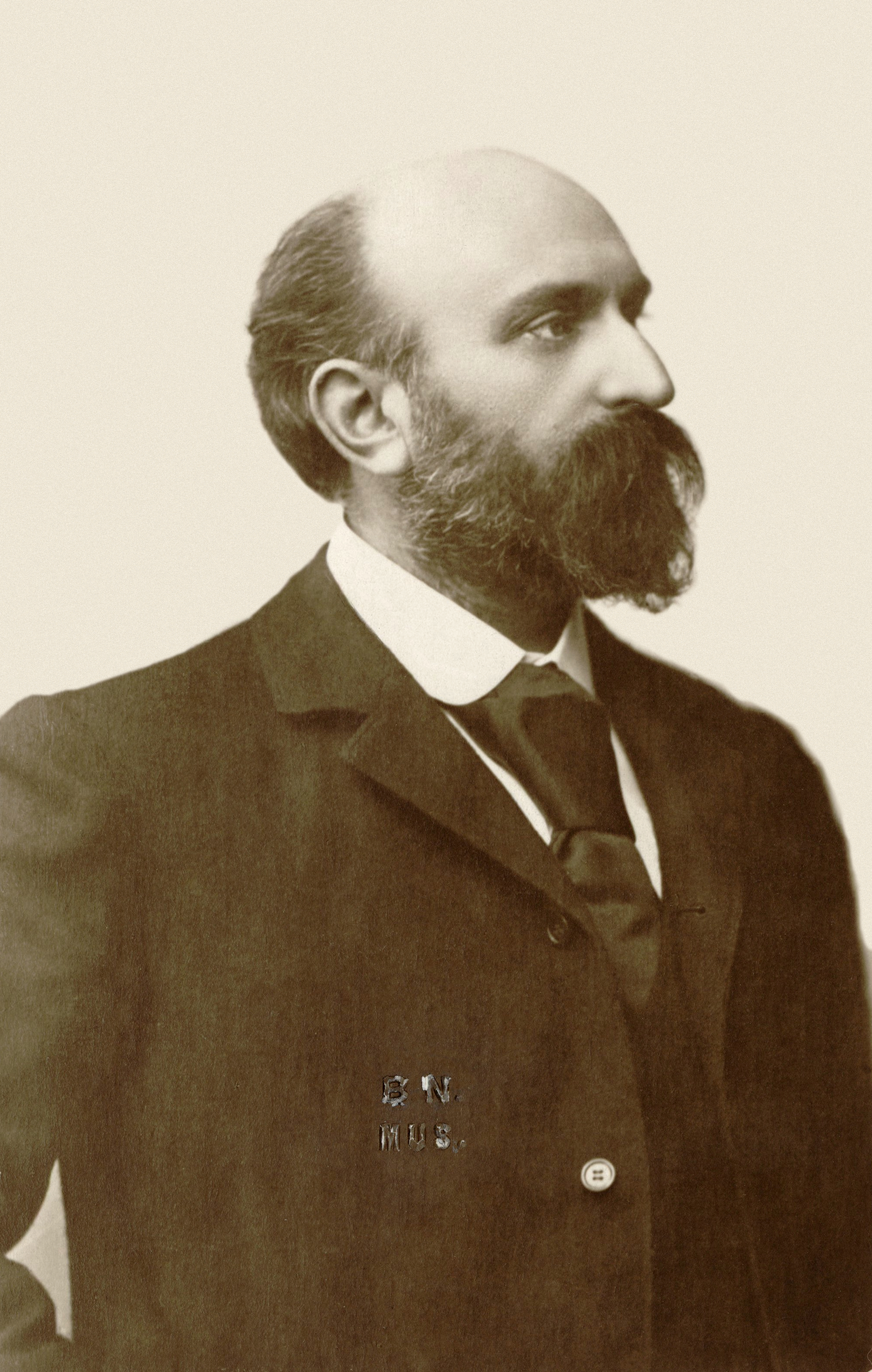
Ernest Chausson

Ernest Amédée Chausson (* 20. Januar 1855 in Paris; † 10. Juni 1899 in Limay, Département Yvelines) war ein französischer Komponist.

## Leben
Chausson entstammte einer wohlhabenden Familie und genoss eine exzellente, sehr vielseitige Ausbildung. Schon früh wurden in ihm Interessen für Malerei, Literatur und Musik geweckt. In allen drei Bereichen war Chausson auch schöpferisch tätig. Er kam jedoch zunächst dem Wunsch seiner Eltern nach, Rechtswissenschaften zu studieren. 1877 schloss er dieses Studium mit seiner Promotion ab und wurde für einige Zeit Rechtsanwalt.
Bald jedoch setzte sich sein Interesse für Musik durch. Daher begann er um 1879 zunächst Privatunterricht, dann Stunden in der Kompositionsklasse am Pariser Konservatorium bei Jules Massenet zu nehmen. 1881 verließ er das Konservatorium ohne Abschluss, weil er über die Entscheidungen der Jury des Prix de Rome, des renommiertesten Kompositionspreises des Pariser Konservatoriums, höchst verärgert war. Bis 1883 nahm er noch Unterricht bei César Franck. Danach wirkte Chausson als freischaffender Komponist, trat jedoch auch zeitweilig als Pianist auf.

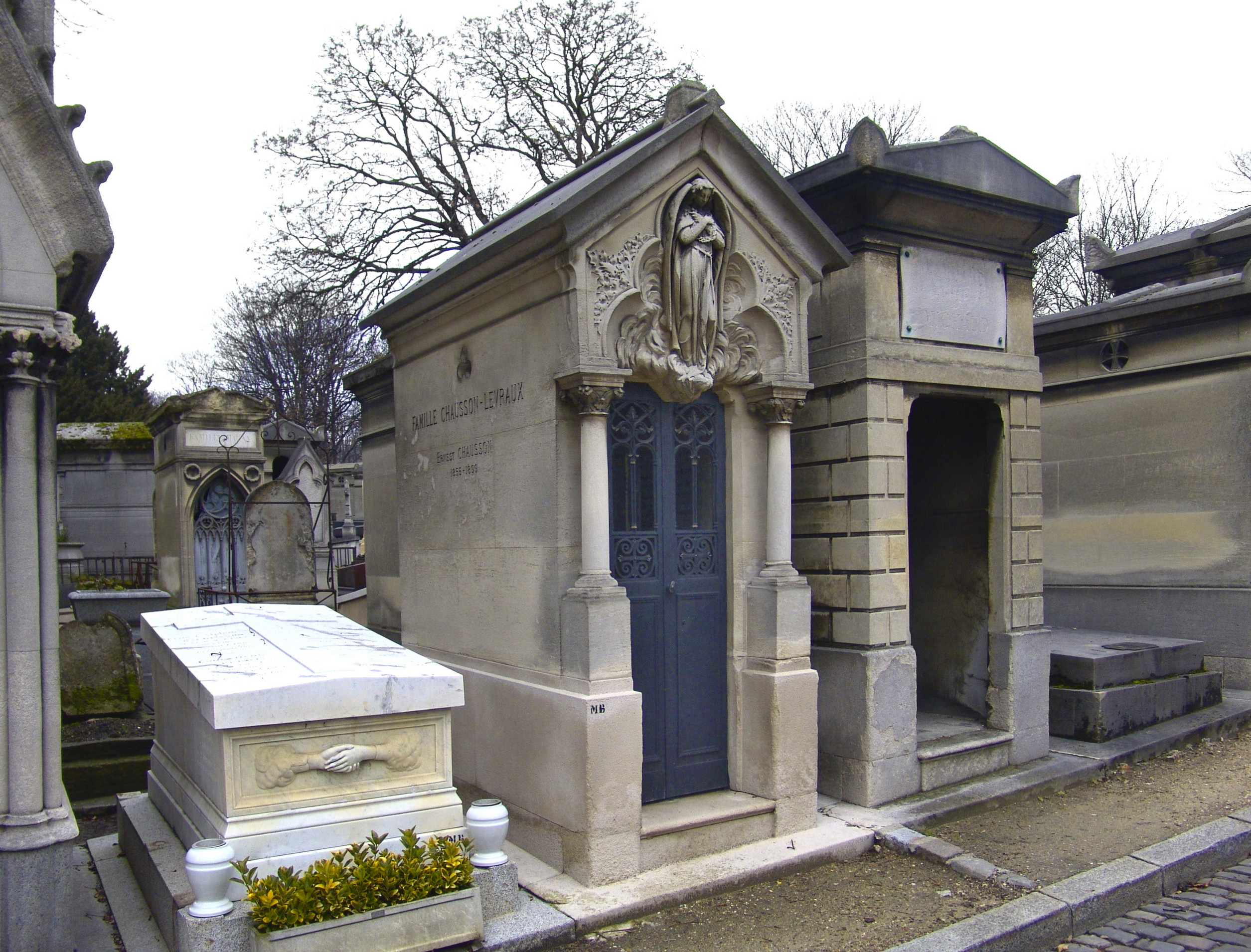
Chaussons Grab auf dem Friedhof Père-Lachaise

Sein Pariser Salon war einer der wichtigen Treffpunkte der künstlerischen Elite der französischen Hauptstadt – bekannte Musiker wie Paul Dukas und Claude Debussy, Schriftsteller und Maler wie Eugène Carrière kamen hier zusammen. Ab 1886 war er Sekretär der Société Nationale de Musique. Chausson reiste mehrmals nach Deutschland, unter anderem zu den Bayreuther Festspielen, um musikalische Eindrücke zu sammeln.
Im Alter von nur 44 Jahren starb Chausson bei einem Fahrradunfall. Die durch Wagners Tristan und Isolde  motivierte Oper Le roi Arthus wurde postum 1903 im Théâtre Royal de la Monnaie in Brüssel uraufgeführt.

## Stil
Chausson entwickelte bereits recht früh einen eigenständigen Kompositionsstil. Im Wesentlichen lassen sich Einflüsse zweier Komponisten ausmachen: der seines Lehrers César Franck sowie der Richard Wagners. Während Franck vor allem die formale Gestaltung und Verarbeitung des kompositorischen Materials sowie den Hang zu großer kompositionstechnischer Perfektion an seinen Schüler weitergab, orientierte sich Chausson gerade in der Harmonik deutlich an Wagner. Seine Musik hat eine eher melancholische Grundstimmung und eine Vorliebe für weit ausgesponnene Melodiebögen. In fast allen größeren Werken benutzt Chausson zyklische Prinzipien, um die Einheit des Werkes zu unterstreichen. Hierbei greift er sowohl auf die Verwendung eines zyklischen Themas zurück als auch auf die Technik, im Finale aus den vorangegangenen Sätzen zu zitieren. Oft ist darauf hingewiesen worden, dass manche seiner Werke bereits auf die Musik des Impressionismus verweisen. Heute ist das „Poème“ für Violine und Orchester wohl seine bekannteste Komposition.

## Werke
| - Sinfonische Dichtungen - Viviane op. 5 (1882) - Solitude dans les bois op. 10 (1886) - Poème op. 25 (1892–96) - Soir de fête op. 32 (1893) - Orchesterwerke - Sinfonie Nr. 1 B-Dur op. 20 (1889–90) - Sinfonie Nr. 2 unvollendet (1899) - Opern - Les caprices de Marianne, Lyrische Komödie op. 4 (1882–84) - Hélène, Drame lyrique op. 7 (1883–86) - Le roi Arthus, Drame lyrique op. 23 (1885–96) - La légende de Sainte Cécile, op. 22 (1891) - Kammermusik - Konzert für Violine, Klavier und Streichquartett D-Dur op. 21 (1889–91) - Streichquartett c-moll op. 35 (1897–99, vollendet von Vincent d’Indy) - Klavierquartett A-Dur op. 30 (1897) - Klaviertrio g-moll op. 3 (1881) - Pièce für Violoncello und Klavier C-Dur op. 39 (1897) - Andante et Allegro für Klarinette und Klavier (1881) - einige Klavierstücke - Chorwerke - Chant nuptial op. 15 - Ballata / Canzoniere di Dante op. 29 - Jeanne d’Arc (1880) - Hylas (1879–80) - Vokalmusik - Poème de l’amour et de la mer für Singstimme und Orchester op. 19 (1882–90, rev. 1893) | - Lieder - Sept mélodies op. 2 - Quatre mélodies op. 8 - Quatre mélodies op. 13 - La Caravane op. 14 - Chansons de Miarka op. 17 - Poème de l’amour et de la mer op. 19 - Serres chaudes op. 24 - Trois Lieder op. 27 - Chansons de Shakespeare op. 28 - Pour un arbre de noël op. 34 - Deux mélodies op. 36 - Chanson perpétuelle op. 37 - Lilas (1877) - Deux mélodies (1878) - Le petit sentier (1878) - L’albatros (1879) - O Salutaris (1879) - Le rideau de ma voisine (1879) - Esméralda (1880) - Nous nous aimerons (1882) - Le mort maudit (1884) - Le jugement de Pâris |